# Giorgio Benvenuto
Antoniogiorgio Benvenuto, detto Giorgio (Gaeta, 8 dicembre 1937), è un sindacalista, giornalista e politico italiano.

## Biografia

### Infanzia e gioventù
Nacque a Gaeta, in provincia di Latina, nel 1937, figlio d'un ufficiale di Marina campano, all'epoca prestante servizio presso la cittadina bassolaziale, e d'una casalinga originaria di Chieti. Subito dopo la propria nascita, si trasferì con la famiglia a Pola, per via del lavoro del padre, lasciandola in seguito nel 1943 per trascorrere le vacanze presso la casa dei nonni materni, i Corsi, a Chieti, soggiorno che si venne via via ad allungare a causa del protrarsi della seconda guerra mondiale; quando poi avvenne l'annessione dell'Istria da parte della Jugoslavia, i Benvenuto persero la casa ed ogni altro loro bene immobiliare nella città.
A seguito dell'armistizio di Cassibile, il padre si ritrovò costretto a darsi alla macchia per sfuggire alla rappresaglia dei nazisti, trovando rifugio dapprima presso la stessa casa dei suoceri e poi presso la cripta della Cattedrale di San Giustino; infine, passando da Ortona, varcò la Linea Gotica. Dopo la liberazione di Chieti, Benvenuto e la famiglia si ricongiunsero col padre a Messina, dov'era stato intanto dislocato, in cui ci vissero dal 1945 al 1947. Dopo aver trascorso poi un breve periodo a Roma, Benvenuto ritornò finalmente a Chieti, dove frequentò le scuole medie. Nel 1950, si trasferì definitivamente nella capitale, frequentandovi il locale Liceo Giulio Cesare.

### Sindacalista

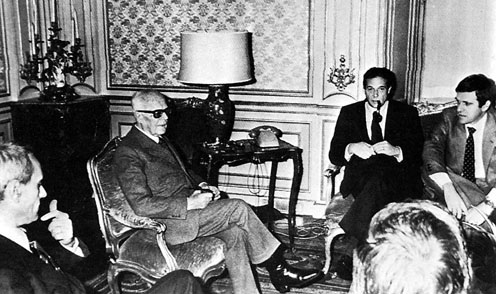
Benvenuto con Pierre Carniti, Luciano Lama e il presidente della Repubblica Sandro Pertini

Giornalista pubblicista dal 1965, è entrato giovanissimo nella Unione Italiana del Lavoro (UIL) il 1º ottobre 1955, dove ha ricoperto incarichi operativi nella confederazione e nell'Unione Italiana Lavoratori Metalmeccanici (Uilm, aderente alla UIL), arrivando alla carica di segretario generale della Uilm dal 1969 al 1976, fondando con Pierre Carniti e Bruno Trentin la Federazione Lavoratori Metalmeccanici (FLM) nel 1972.
Nel 1976, succedendo al repubblicano Raffaele Vanni, è stato eletto Segretario Generale della UIL, dove è rimasto fino al 1992 quando è stato nominato Segretario Generale del Ministero dell'economia e delle finanze.
È stato vicepresidente della Federazione Europea dei Metalmeccanici (1971-1976) e Vice Presidente della Confederazione Europea dei Sindacati (1978-1981; 1987-1990). È stato consigliere del Consiglio Nazionale Economia e Lavoro (CNEL) dal 1981 al 1991.
A maggio 1985 è stato insignito dell'onorificenza di Gran Oficial de la Orden de Mayo dal Presidente Argentino Raul Alfonsin e il 4 maggio 1990 del titolo di Cavaliere di Gran Croce al Merito della Repubblica.

### Attività politica
Ha militato nel Partito Socialista Democratico Italiano dal 1956 al 1966, nel Partito Socialista Italiano (PSI) dal 1966 al 1993, appoggiando le battaglie per i diritti civili del Partito Radicale.
Membro della direzione del PSI dal 1992, l'11 febbraio 1993 Benvenuto è stato eletto segretario del Partito Socialista Italiano, succedendo a Bettino Craxi dimessosi dopo le rivelazioni sul conto protezione che lo coinvolgevano nell'accusa di bancarotta fraudolenta, rimanendo in carica appena 100 giorni fino al 22 maggio dello stesso anno, tentando, senza successo, di far fare un passo indietro agli "inquisiti" dagli incarichi politici nel PSI all'epoca di tangentopoli. Sostenne la riforma elettorale articolata sul doppio turno alla francese realizzando un accordo con Achille Occhetto e Carlo Vizzini. Messo in minoranza dai gruppi parlamentari del PSI si dimise dall'incarico.
Uscito dal PSI, è stato tra i fondatori di Alleanza Democratica insieme a Giorgio Bogi, Ferdinando Adornato e Willer Bordon.
In occasione delle elezioni politiche del 1996 con Alleanza Democratica aderisce al progetto dell'Unione Democratica di Antonio Maccanico che al maggioritario si presenta nell'Ulivo e al proporzionale presenta liste con il Partito Popolare Italiano di Gerardo Bianco. Viene eletto alla Camera a Torino nel collegio operaio di Mirafiori ed entra nel gruppo "Popolari e Democratici - L'Ulivo".
All'inizio del 1998 lascia il gruppo (nel quale c'era una forte preponderanza della componente dei popolari ex-democristiani, egli rappresentava uno dei pochi rappresentanti dell'area laico-socialista-democratica con Maccanico e Bordon) per aderire al gruppo dei Democratici di Sinistra, partecipando nel 2007 all'atto costitutivo del PD a Firenze in occasione degli Stati Generali della Sinistra.
Successivamente è Presidente della Direzione Nazionale dei DS come coordinatore del movimento Riformatori per l'Europa, che è stata una delle componenti fondatrici dei DS.
È stato deputato eletto alla Camera nel collegio di Torino-Mirafiori nel 1996 e nel 2001.
Nella XIII legislatura (1996-2001) alla Camera dei Deputati è stato Presidente della VI Commissione Finanze e componente della Commissione bicamerale dei 30 in materia di attuazione della riforma fiscale.
Nella XIV legislatura (2001-2006), sempre alla Camera dei Deputati, è stato Capogruppo dei Democratici di Sinistra-L'Ulivo nella VI Commissione Finanze e membro della Giunta delle elezioni e della Commissione parlamentare d'inchiesta sull'affare Telekom Serbia.
È stato candidato come capolista al Senato per i Democratici di Sinistra nelle elezioni politiche del 2006, risultando eletto senatore in Lombardia e Piemonte, optato per quest'ultima circoscrizione. Nel corso della XV legislatura è stato Presidente della VI Commissione Finanze e Tesoro del Senato. Partecipa come esperto sulle questioni del lavoro e del fisco alle Commissioni di lavoro del PD.

### Attività sociali e culturali
Autore di molte pubblicazioni, tra le quali: Natura e funzioni delle Commissioni Interne, Far funzionare l'Italia, Oltre l'avventura, La terza via del sindacato, Il sindacato tra movimento e istituzioni, La svolta laica, Lo statuto dei lavoratori, La sanità è malata, Oltre la crisi, Millenovecentosessantanove, La UIL di Italo Viglianesi, Viglianesi e la storia del Sindacato Riformista.
Ha scritto numerosi saggi di carattere economico, soprattutto in materia fiscale e nel settore bancario e assicurativo.
Ha scritto nel 2012 la prefazione al libro di Carlo Pileri Quando volano i fenicotteri sulla storia dell'ADOC e del Movimento dei consumatori in Italia. Ha insegnato materie fiscali presso la Scuola di Polizia Tributaria della Guardia di Finanza dal 1995 al 2018. È stato Presidente della Fondazione Pietro Nenni dal 2015 a fine 2018.

### Incarichi recenti
È il Presidente e fondatore della Fondazione Bruno Buozzi, ente di ricerca e di studi politici e sociali. È vice presidente della Fondazione Brodolini, consigliere della Fondazione San Patrignano, membro del Consiglio Direttivo dell'Eurispes. È stato nominato Senior Counsel dello Studio Legale Avocom Law Firm LLP, con sede a Londra, con delega alle Relazioni Istituzionali in Italia e all’estero entrando nel Comitato tecnico-consultivo della law firm.
È socio onorario dell'associazione Libera Uscita per la depenalizzazione dell'eutanasia.